# Râul Izvorul Pușcarului
Râul Izvorul Pușcarului este un curs de apă, afluent al râului Rebra. 